# Svanevass
Svanevass är en sjö i Svedala kommun i Skåne och ingår i Sege ås huvudavrinningsområde.